# Меналон
Ме́налон (греч. Μαίναλον) — горы в Греции, в центральной части полуострова Пелопоннес, в восточной части Аркадии, к северо-западу от города Триполис, административного центра периферии Пелопоннес. Тянутся от гор Ароания с северо-запада на юго-восток. Высочайшая вершина — гора Профитис-Илиас («святой Илия») высотой 1980 м над уровнем моря.
Гора Профитис-Илиас в античное время называлась Остракина (Οστρακίνα — «Устричная»). Горы Меналон получили название от известной по античным источникам горы Менал, с которой прежде отождествлялись. В начале 2010-х годов финские археологи отождествили гору Менал с горой Айос-Илиас.
На склоне вершины Эпано-Хрепа (Апанокрепа, Επάνω Χρέπας) высотой 1559 м над уровнем моря находится женский монастырь Успения Пресвятой Богородицы (Эпано-Хрепас).
Продолжением гор на юге является гора Краварис (Кравата, Κραβάτα, Κράβαρι, Γκράβαρη) высотой 1088 м над уровнем моря, известная в древности как Борея (Борейон, др.-греч. Βορείον, лат. Boreion).
Горы Меналон входят в европейскую сеть природоохранных территорий «Натура 2000».
В геологическом отношении горы относятся к зоне Гаврово (Эпир) — Триполица (Пелопоннес — Крит), известной также как зона Круя в Албании, граничащей на западе с Ионической зоной. Сложены преимущественно известняковым субстратом.
На склонах гор Меналон растут хвойные леса из пихты кефалинийской (Abies cephallonica), эндемика Греции, и сосны крымской (Pinus nigra subsp. pallasiana). Здесь обитают окаймлённая сухопутная черепаха (Testudo marginata), чей ареал ограничен материковой частью Греции и южной Албанией, исчезающий в Греции вид летучих мышей — малая вечерница (Nyctalus leisleri). Эндемиком Пелопоннеса являются ящерицы Hellenolacerta graeca и пелопоннесская ящерица (Podarcis peloponnesiaca). Орнитофауна горы Меналон типична для горных районов Греции, частично покрытых хвойными лесами.